# Гиппократ (лунный кратер)
Кратер Гиппократ (лат. Hippocrates) — большой древний ударный кратер в северной приполярной области обратной стороны Луны. Название присвоено в честь древнегреческого врача Гиппократа (ок. 460—377 до н. э.) и утверждено Международным астрономическим союзом в 1970 г. Образование кратера относится к донектарскому периоду.

## Описание кратера
Ближайшими соседями кратера являются кратер Тиссен на северо-западе; кратер Хейманс на севере; кратер Мезенцев на западе; кратер Стеббинс на юге; а также кратер Кирквуд на юго-западе. Селенографические координаты центра кратера 70°16′ ю. ш. 146°32′ з. д. / 70,26° ю. ш. 146,54° з. д., диаметр 59,2 км, глубина 2,7 км.
За длительное время своего существования кратер подвергся значительному разрушению, вал перекрыт множеством кратеров различного размера, восточная часть вала перекрыта приметным кратером. Внутренний склон вала несколько шире в южной части. Средняя высота вала кратера над окружающей местностью 1210 м, объем кратера составляет приблизительно 3000 км³. Дно чаши кратера ровное, отмечено множеством мелких кратеров, не имеет приметных структур.

## Сателлитные кратеры
| Гиппократ | Координаты                                              | Диаметр, км |
| --------- | ------------------------------------------------------- | ----------- |
| Q         | 70°16′ с. ш. 146°32′ з. д. / 70,26° с. ш. 146,54° з. д. | 59,2        |